# Charlie Adams (Countrymusiker)
Charlie Adams (* 23. Oktober 1920 in Waco, Texas; † 18. März 2004) war ein US-amerikanischer Country-Musiker.

## Leben
Charlie Adams wurde 1920 in Waco geboren und startete in den 1930er-Jahren seine Karriere als Musiker. Nachdem Adams als Sanitäter im Zweiten Weltkrieg gedient hatte, kehrte er 1946 nach Waco zurück, wo Hank Thompson gerade seine ersten Schritte im Musikgeschäft wagte. Adams trat Thompsons Band bei und machte 1947 mit Thompson erste Aufnahmen für das Bluebonnet-Label. Danach schloss er sich den Lone Star Playboys als Bassist an.
Als die Lone Star Playboys bei Lew Chudd für einen Vertrag bei seinem Label Imperial Records vorspielten, wählte man Adams als Sänger aus. Chudd war angetan und nahm die Band unter Vertrag. Folglich wurden alle Platten mit Adams als Sänger eingespielt, während er bei Auftritten lediglich Bass spielte. Im Sommer 1951 unterzeichnete Adams bei Decca Records, für die er bis 1953 unter Vertrag stand. Da Decca darauf bestand, dass Adams seine Platten durch Tourneen vermarkten sollte, gründete er die Western All-Stars, mit denen er tourte sowie auf WACO und KWTX auftrat. Trotzdem wurde er bei seinen Sessions von Studiomusikern aus Nashville, Tennessee, begleitet.
Adams verlor seinen Vertrag mit Decca 1953, aber Studiobesitzer Jim Beck arrangierte einen neuen Vertrag mit Columbia Records. Bereits im November 1953 hielt Adams, nun mit seiner eigenen Band, seine erste Session für Columbia ab. Im Juli des folgenden Jahres spielte er Cattin‘ Around ein, das deutlich mit Elementen des Western Swings gemischt war. Weitere Titel bei Columbia waren unter anderem ein Cover von Pistol Packin‘ Mama, Sugar Diet und Black Land Blues.
1956 entschied Adams sich aufgrund des sich ändernden Musikgeschmacks des Publikums und des Siegeszuges des Rock ’n’ Rolls, aus dem Musikgeschäft zu gehen. Er startete daraufhin eine Karriere im Versicherungsgeschäft und baute sich seine eigene Agentur in Scottsdale, Arizona, auf.

## Diskografie
| Jahr             | Titel                                               | #                | Anmerkungen      |
| Imperial Records | Imperial Records                                    | Imperial Records | Imperial Records |
| ---------------- | --------------------------------------------------- | ---------------- | ---------------- |
| 1950             | Goodbye Baby / A Song Will Mend a Broken Heart      | 8095             |                  |
| 1951             | You’re The Boss / Door of Loves Closes              | 8097             |                  |
| 1951             | Plain Horse Sense / Your Memories Make Me Cry       | 8100             |                  |
| 1951             | I’m an Army Man /?                                  | 8108             |                  |
| 1951             | My One Wish / I’m Drinking and Thinking of You      | 8113             |                  |
| 1951             | Memories of Love / Loving Bugging Blues             | 8819             |                  |
| Decca Records    |                                                     |                  |                  |
| 1952             | T. T. Boogie / Before You Say I Do                  | 9-28397          |                  |
| Columbia Records |                                                     |                  |                  |
| 1953             | Hey Liberace / Will You Love Me When I’m Old        | 4-21195          |                  |
| 1954             | You’ve Wounded The Heart / I’ll Tickle Your Toesies | 4-21230          |                  |
| 1954             | Jolie Fille / I’m a Railroad Daddy                  | 4-21239          |                  |
| 1954 (?)         | Waltzing with Sin / Gee But It’s Dry in Texas       | 4-21300          |                  |
| 1955             | Cattin’ Around / A Man Was the Cause of It All      | 4-21355          |                  |
| 1955             | The Flower of My Heart / Hidin’ Out                 | 4-21401          |                  |
| 1955             | Pistol Packin’ Mama / They Can’t Make a Devil       | 4-21443          |                  |
| 1956             | Sugar Diet / Black Land Blues                       | 4-21524          |                  |

### Alben
- 2000: Cattin’ Around (Bear Family Werkausgabe)